# レシェク・バルツェロヴィチ

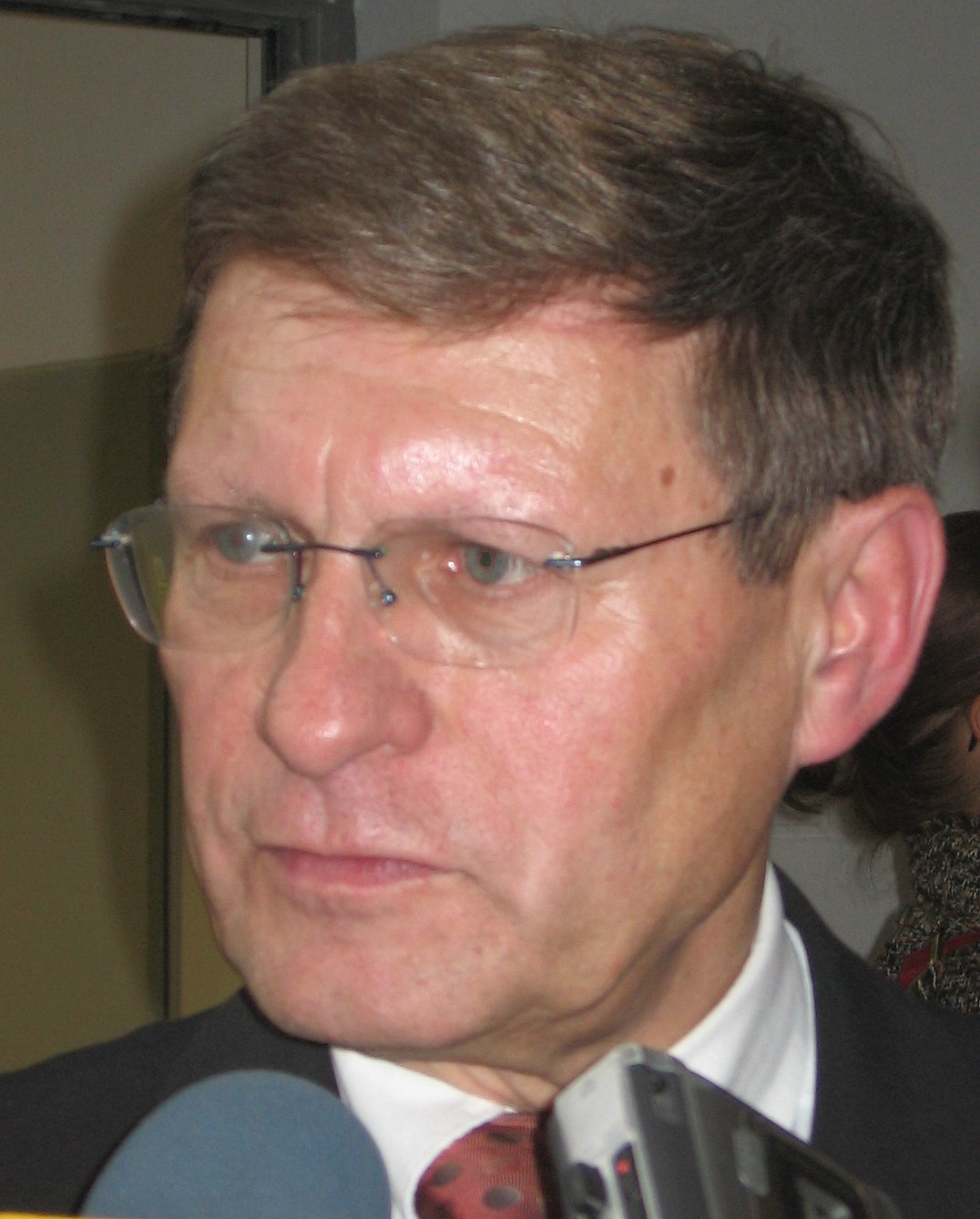
レシェク・バルツェロヴィチ

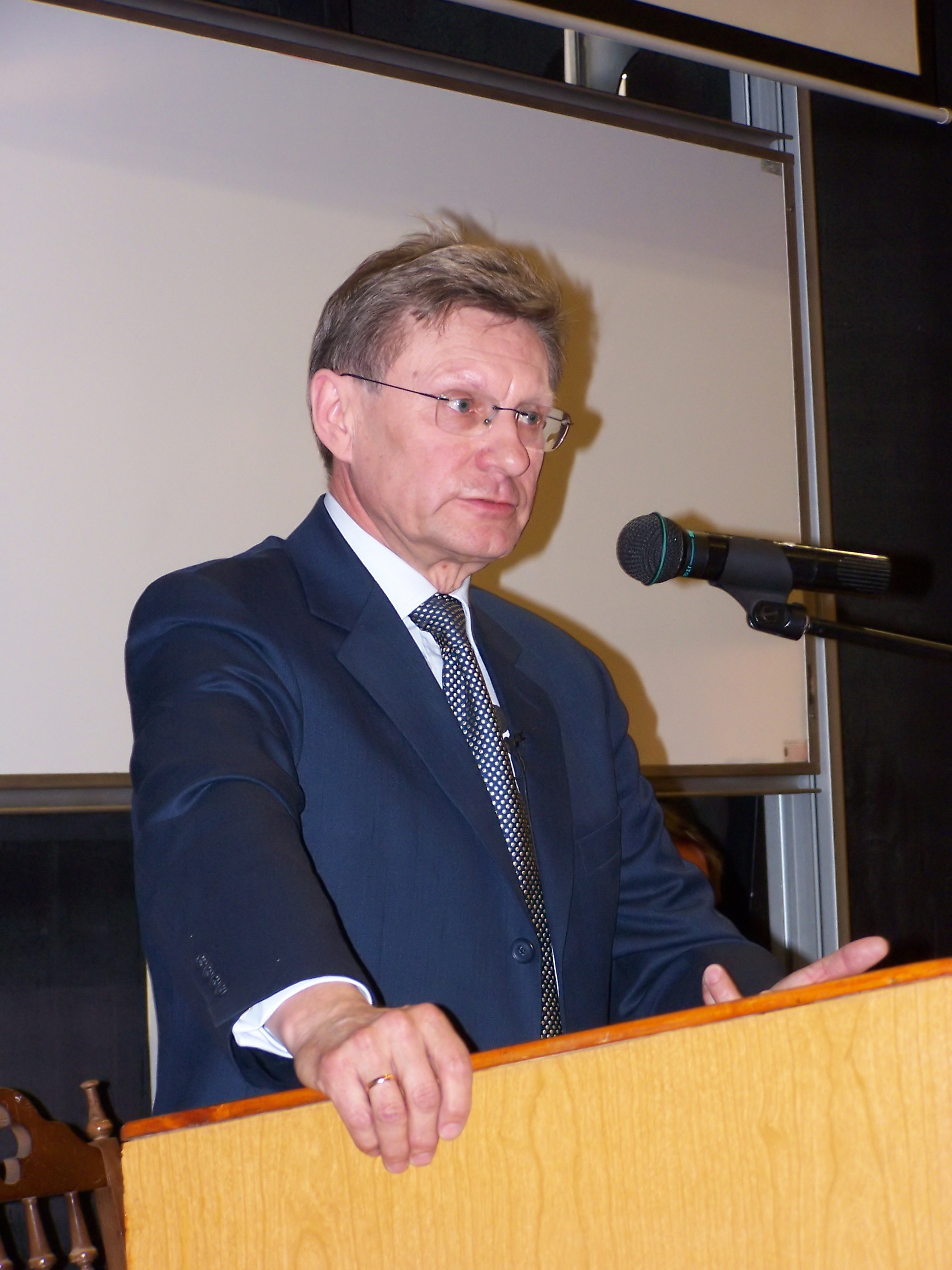
ポーランド・カトヴィツェ市のシロンスク大学にて特別講演中のレシェク・バルツェロヴィチ

レシェク・バルツェロヴィチ（Leszek Balcerowicz, 1947年1月19日 - ）は、ポーランドの経済学者・政治家で、元副首相、元財務相、前ポーランド国立銀行総裁。1990年代のポーランドにおいて「バルツェロヴィチ・プラン」ないし「ショック療法」として知られる経済移行プログラムを指揮したことで有名。

## 略歴
クヤヴィ＝ポモージェ県リプノ生まれ。1970年、ワルシャワ中央計画統計大学（現ワルシャワ経済大学）国際貿易学部卒。1974年にニューヨークのセント・ジョンズ大学で経営学修士号（MBA）を、1975年にワルシャワ経済大学で経済博士号を取得。
1969年から「ポーランド統一労働者党（PZPR）」の党員で、1981年に全土で戒厳令が敷かれるとともに離党。1970年代後半はポーランド人民共和国首相府経済顧問団のメンバー。1978年から1980年にかけてはマルクス＝レーニン主義研究所に勤務。のち独立自主管理労働組合「連帯」の経済顧問となり、統一労働者党を除名処分される。
1989年9月から1991年8月まで、および1997年10月1日から2000年6月8日までの二度にわたりポーランド共和国副首相兼財務相。1995年から2000年にかけては当時の中道政党「自由連合（UW）」に入党。
2000年12月22日、中央銀行であるポーランド国立銀行の総裁に就任。同時にポーランドのニュース週刊誌「フプロスト（Wprost）」の専属コラムニスト。
2005年11月11日、ポーランドの経済体制移行への貢献に対して、クファシニェフスキ大統領より「白鷲勲章（Order Orła Białego）」を授与される。2006年、「ポーランド経済殿堂（Galeria Chwały Polskiej Ekonomii）」入り。
国際連合開発計画の外郭団体で社会的疎外問題と貧困問題に法的な面から取り組む世界初のグループ「法律によって貧困層の権利を守る委員会（The Commission on Legal Empowerment of the Poor）」と、ワシントンD.C.を基盤とする有力な経済顧問団「30人委員会（The Group of Thirty）」のメンバーであり、さらにワシントンD.C.のシンクタンク「ピーターソン国際経済研究所（Peterson Institute for International Economics）」の理事。
2008年6月11日より汎ヨーロッパシンクタンク「ブリューゲル（Bruegel）」の総裁。
著書等：
L．バルツェロヴィチ（家本博一・田口雅弘訳）『社会主義・資本主義・体制転換』多賀出版、2000年 ISBN 4-8115-5841-3
バルツェロヴィチ・レシェック（田口雅弘訳）「ポーランド：非常時および平時の政治下における安定化と諸改革」、『岡山大学経済学会雑誌』（田口雅弘教授・田原伸子准教授退職記念号）、第53巻第3号、2022.05、pp.1-19. 

## バルツェロヴィチ・プラン
バルツェロヴィチ・プランとは、ポーランドが共産主義体制から資本主義体制に転換した1990年代の制度移行期においてハイパーインフレーションを終了させて国家財政を均衡させることを目的とした一連の改革政策の総称。大半の消費財の価格を自由化し、国の各部門の職員給与の額に上限を設けた。これによりポーランドの通貨ズウォティは国内での兌換が可能となり、財やサービスの価格は実態に即した上昇に落ち着き、国営企業は競争力を回復した。この政策はポーランド経済に対する真のショックとなった。
当時これら一連の改革は激しい賛否両論を引き起こし、バルツェロヴィチは厳しい批判の的となった。しかしこんにち大半の経済学者は、長期的な成長を目的として短期的な利得を犠牲にしたこのショック療法政策をもし行わなかったらポーランドはさらに貧窮していただろうという見解で意見が一致している。たとえば実際のところポーランドの経済移行期であった1989年から2000年については、ポーランドはポスト共産主義圏のうち経済成長率がもっとも高い国のひとつとなっている。
参照：翻訳と解説「バルツェロヴィチ・プラン　経済プログラム ー 主要な前提と方向」田口雅弘, 群像社『第三共和国の誕生　~ポーランドの体制転換一九八九年 (ポーランド史叢書)』群像社、2021年。ISBN 9784910100210。全国書誌番号:23629112。pp.140-163.

## 受賞歴
1998年、イギリスの「ユーロマネー」誌から「本年度最高の財務相」の称号を贈られた。1999年にはワシントンD.C.のヨーロッパ研究所により前年のもっとも優れたヨーロッパ人に贈られる「トランスアトランティック・リーダーシップ賞」を受けた。2001年にはドイツより「フリードリヒ・フォン・ハイエク賞」を贈られた。
2004年1月、経済体制移行を指揮したそれまでの業績が評価され、フィナンシャル・タイムズ紙の経済誌「ザ・バンカー」より「欧州最高の中央銀行総裁」の称号を贈られた 。
同年10月には中東欧最高の中央銀行総裁として「新興国賞」を授与された。2006年にはフィナンシャル・タイムズの読者投票で「先駆者思想リーダーシップ・プロジェクト」の5人のうちの1人に選出された。